# Suong Nguyet Anh
Sương Nguyệt Anh, född 1864, död 1921, var en vietnamesisk författare, diktare, feminist och redaktör. Hon blev Vietnams första kvinnliga redaktör, för Vietnams första feministiska tidskrift Nu Gioi Chung.